# Robinson Crusoe (1954)
Robinson Crusoe, auch Die Abenteuer des Robinson Crusoe, ist eine US-amerikanische Literaturverfilmung von Luis Buñuel aus dem Jahr 1954. Er basiert auf dem gleichnamigen Roman von Daniel Defoe.

## Handlung
Robinson fuhr zur See und will nach Afrika, um Sklaven für die Plantagen in Brasilien zu beschaffen. Doch ein Tornado bringt das Schiff vom Kurs ab und nur er überlebt diese Katastrophe. Er gelangt auf eine verlassene Insel- „Weit, sehr weit von jeder menschlichen Gesellschaft“, heißt es im Vorspann.
Er kann vom Wrack diverse Gebrauchsgegenstände bergen. Auch die Katze und der Hund werden gerettet. Er richtet sich notdürftig eine Unterkunft ein und lernt, nützliche Lebewesen wie Ziegen und Getreide für sich in Anspruch zu nehmen sowie sich gegen schädliche wie Ratten und Vögel zu wehren. In Alpträumen erscheint ihm sein mahnender Vater. So vergehen fünf und mehr Jahre, die er einsam auf der Insel zubringt. Nach dem Tode des Hundes empfindet er die Einsamkeit noch bewusster und spricht mit seinem Echo.
Kurz darauf entdeckt er zu seinem Schrecken am Strand einen menschlichen Fußabdruck, der nicht von ihm selbst stammt, und versucht alle Zeichen seiner Anwesenheit zu vertuschen. Dann bemerkt er Kannibalen auf der Insel und beobachtet, wie sie zwei Gefangene schlachten wollen. Einer kann entkommen und wird von Crusoe gerettet, wobei zwei Verfolger getötet werden. Crusoe nimmt ihn bei sich auf und gibt ihm gemäß dem aktuellen Wochentag den Namen Freitag. Unterdessen sind die Menschenfresser, die immer nur zu ihren Ritualen kommen, wieder von der Insel abgezogen.
Zunächst begegnet Crusoe Freitag, den er als Untergebenen betrachtet, mit Argwohn und Misstrauen. Doch schon bald erkennt er die Treue und die Ergebenheit Freitags und lehrt ihn den Umgang mit Waffen. Als die Wilden auf die Insel zurückkehren, steht Freitag Crusoe gegen sie bei. Eines Tages kommen weiße Meuterer an, die ihre überwältigten Schiffsoffiziere auf der Insel aussetzen wollen. Crusoe und Freitag befreien diese und nehmen stattdessen die Meuterer gefangen, die auf der Insel verbleiben, während Crusoe, nach über 28 Jahren, und Freitag sie mit ihrem Schiff schließlich verlassen.

## Hintergrund
Robinson Crusoe hatte am 21. Dezember 1954 in Westdeutschland seine Premiere.
Der Film wurde von Productions bzw. Producciones Tepeyac hergestellt. Die mexikanische Hafenstadt Manzanillo diente ebenso wie die Tepeyac Studios als Drehort.

## Auszeichnungen
Darsteller Dan O’Herlihy war 1955 für den Oscar in der Kategorie Bester Hauptdarsteller nominiert. Zudem wurde die Produktion in mehreren Kategorien bei den Ariel Awards ausgezeichnet, u. a. für die Beste Regie und das Beste Drehbuch.

## Kritiken
„Buñuel lieferte einen geradlinigen, handwerklich anspruchsvollen Abenteuerfilm, der ohne Pathos und weltanschauliche Phrasen auskommt. Nur in Crusoes Fieberträumen folgt Buñuel seinem surrealistischen Erbe. Ansonsten gilt sein besonderes Augenmerk der Frage, inwieweit die sogenannte Zivilisation dem Menschen nützlich, zuträglich oder entbehrlich ist: ein Motiv, das sich als roter Faden durchs Gesamtwerk des Regisseurs zieht.“

„Auch wenn der Film die Situationen der Handlung vorlagengetreu nacherzählt, bleibt er unter der Oberfläche doch skeptisch und lässt eine bedrückende Stimmung zurück. Buñuel liegt es fern, sich für einen Rousseau'schen Ruf "zurück zur Natur" zu begeistern, doch auch die Zivilisation scheint ihm nachhaltig vergiftet. Eine seltsam fatalistische Ambivalenz zwischen Wahnsinn und vergeblicher Sehnsucht trägt sich so in das Abenteuer hinein.“